# Сушица (община Гостивар)
Вижте пояснителната страница за други значения на Сушица.
Сушица (на македонска литературна норма: Сушица; на албански: Sushica) е село в Северна Македония в община Гостивар.

## География
Селото е разположено на 5 южно от град Гостивар в областта Горни Полог.

## История
В началото на XIX век Сушица е българско село в Гостиварска нахия на Тетовска кааза на Османската империя. Андрей Стоянов, учителствал в Тетово от 1886 до 1894 година, пише за селото:
| „ | С. Сушица. — Близо подъ селото има развалини отъ стара църква. | “ |

Според статистиката на Васил Кънчов („Македония. Етнография и статистика“) в 1900 година Сушица има 140 жители българи християни.
Всички християнски жители на селото са под върховенството на Българската екзархия. Според секретаря на екзархията Димитър Мишев („La Macédoine et sa Population Chrétienne“) в 1905 година в Сушица има 216 българи екзархисти. Според секретен доклад на българското консулство в Скопие 4 от 32 къщи в селото през 1906 година под натиска на сръбската пропаганда в Македония признават Цариградската патриаршия.
При избухването на Балканската война в 1912 година 10 души от селото са доброволци в Македоно-одринското опълчение.
През 1913 година селото попада в Сърбия. Според Афанасий Селишчев в 1929 година Сушица е село в Долнобанишка община в Горноположкия срез и има 31 къщи със 197 жители българи.
Според преброяването от 2002 година селото има 8 жители македонци.

## Личности
Родени в Сушица
- Блаже Ставев Карамфилов, македоно-одрински опълченец; 22-годишен 1 - а рота на 2-а Скопска дружина; 20.IX.1912 г. - 26.I.1913 г. убит[8]
- Никола Гаврил Димов (1886-1949), македоно-одрински опълченец; 1-а рота на 1-а Дебърска дружина; 20.IX.1912 г. - неизвестно [9]
- Кузман Досев Михайлов, македоно-одрински опълченец ; 1-а рота на 2-а Скопска дружина; 20.IX.1912 г. - 26.I.1913 г. убит при Шар кьой[10]
- Никола Гаврилов Николов, македоно-одрински опълченец; 1-а рота на 2-а Скопска дружина; 1.X.1912 г. - неизвестно[11]
- Стоян Тодоров Наумов, македоно-одрински опълченец; 30-годишен; 1-а рота на 2-а Скопска дружина; хлебар; II отделение; 20.IX.1912 г. - 26.I.1913 убит[12]
- Йордан Георгиев Пейчинов, македоно-одрински опълченец; 40 годишен; бозаджия; 1-а рота на 2-а Скопска дружина; 20.IX.1912 г. - 26.IX.1913 г. убит[13]
- Гечо Теофилов, македоно-одрински опълченец; 1-а рота на 2-а Скопска дружина; 1.X.1912 г. - неизвестно[14]
- Иван Кузманов Търпев (1877 - 1972), македоно-одрински опълченец; 1-а рота на 2-а Скопска дружина; 20.IX.1912 г. - неизвестно[15]
- Мино Марков Янков (1862 - 1915), македоно-одрински опълченец; 40 годишен; хлебар; II отделние; 1-а рота на 2-а Скопска дружина; 1.X.1912 г. - неизвестно[16]